# 주바 국제공항
주바 국제공항(영어: Juba International Airport, IATA: JUB, ICAO: HSSJ)은 남수단의 수도 주바에 위치한 공항이다. 이 공항은 백나일강의 서쪽 강둑에 위치하며 주바 시내에서 북동쪽으로 5킬로미터 떨어진 곳에 위치해 있다. 남수단의 주베크 주에 위치해 있다.

## 역사
최초의 주바 비행장은 1929년에 건립되었다.

2011년 5월, 주바국제공항은 개선과 확장 공사에 들어섰다. 이를 통해 승객 및 화물 터미널 건물 수가 확장되고 야간 운행을 용이케 하기 위한 활주로 불빛 설치 등이 이루어졌다.

## 운항 노선
| 항공사             | 목적지                                                |
| ------------------ | ----------------------------------------------------- |
| 베다 항공          | 하르툼, 와우                                          |
| 이집트 항공        | 카이로                                                |
| 에티오피아 항공    | 아디스아바바, 엔테베                                  |
| 플라이540          | 나이로비                                              |
| 플라이 두바이      | 두바이                                                |
| 골든윙스 항공      | Aweil, 엔테베, 하르툼, Malakal, Paloich, 룸베크, 와우 |
| 케냐 항공          | 나이로비                                              |
| 노바 항공          | 하르툼                                                |
| RwandAir           | 엔테베, 키갈리                                        |
| 스카이 트래벌 항공 | 굴루                                                  |
| 수단 항공          | 하르툼                                                |
| Tarco Airlines     | 하르툼                                                |
| 우간다 항공        | 엔테베                                                |

### 화물 노선
| 항공사               | 목적지                         |
| -------------------- | ------------------------------ |
| Astral Aviation      | 나이로비                       |
| 에티오피아 항공 카고 | 아디스아바바, Bujumbura, Liege |
| Safe Air (Kenya)     | 나이로비                       |

## 같이 보기
- 에콰토리아 지방